# Ole Krarup
Ole Krarup (ur. 17 marca 1935 w Aarhus, zm. 7 października 2017) – duński polityk, prawnik, profesor, od 1994 do 2006 poseł do Parlamentu Europejskiego.

## Życiorys
W 1959 ukończył studia prawnicze na Uniwersytecie Kopenhaskim. W 1969 został doktorem nauk prawnych, obejmując stanowisko profesora na macierzystej uczelni. Wcześniej uzyskał uprawnienia adwokata, w tym także do występowania przez sądem najwyższym.
W 1994, 1999 i 2004 z ramienia eurosceptycznego Ruchu Ludowego przeciw UE uzyskiwał mandat deputowanego do Parlamentu Europejskiego. Zasiadał w grupie Europa Narodów oraz grupie Niezależni na rzecz Europy Narodów (jako ich wiceprzewodniczący w trakcie IV kadencji), następnie w Grupie na rzecz Europy Demokracji i Różnorodności (1999–2002). Później był członkiem frakcji Zjednoczonej Lewicy Europejskiej i Nordyckiej Zielonej Lewicy. Pracował m.in. Komisji Wolności i Praw Obywatelskich, Sprawiedliwości i Spraw Wewnętrznych oraz w Komisji Kontroli Budżetowej.
31 grudnia 2006 złożył mandat europosła z przyczyn zdrowotnych.